# Melanotaenia
Melanotaenia es un género de peces actinopterigios de agua dulce que habitan ríos y aguas estancadas en las selvas tropicales de Oceanía.

## Especies
Existen 89 especies reconocidas en este género en la actualidad:
- Melanotaenia affinis (M. C. W. Weber, 1908)
- Melanotaenia ajamaruensis G. R. Allen & N. J. Cross, 1980
- Melanotaenia albimarginata G. R. Allen, Hadiaty, Unmack & Erdmann, 2015[3]
- Melanotaenia ammeri G. R. Allen, Unmack & Hadiaty, 2008
- Melanotaenia angfa G. R. Allen, 1990
- Melanotaenia arfakensis G. R. Allen, 1990
- Melanotaenia arguni Kadarusman, Hadiaty & Pouyaud, 2012[4]
- Melanotaenia aruensis G. R. Allen, Hadiaty, Unmack & Erdmann, 2015[3]
- Melanotaenia australis (Castelnau, 1875)
- Melanotaenia batanta G. R. Allen & Renyaan, 1998
- Melanotaenia boesemani G. R. Allen & N. J. Cross, 1980
- Melanotaenia bowmani G. R. Allen, Unmack & Hadiaty, 2016[5]
- Melanotaenia caerulea G. R. Allen, 1996
- Melanotaenia catherinae (de Beaufort, 1910
- Melanotaenia corona G. R. Allen, 1982
- Melanotaenia duboulayi (Castelnau, 1878
- Melanotaenia dumasi M. C. W. Weber, 190[5]
- Melanotaenia eachamensis G. R. Allen & N. J. Cross, 1982
- Melanotaenia ericrobertsi G. R. Allen, Unmack & Hadiaty, 2014[6]
- Melanotaenia etnaensis G. R. Allen, Unmack & Hadiaty, 2016[5]
- Melanotaenia exquisita G. R. Allen, 1978
- Melanotaenia fasinensis Kadarusman, Sudarto, Paradis & Pouyaud, 2010[7]
- Melanotaenia flavipinnis G. R. Allen, Hadiaty & Unmack, 2014[8]
- Melanotaenia fluviatilis (Castelnau, 1878)
- Melanotaenia fredericki (Fowler, 1939)
- Melanotaenia garylangei J. A. Graf, Herder & Hadiaty, 2015[9]
- Melanotaenia goldiei (W. J. Macleay, 1883)
- Melanotaenia gracilis G. R. Allen, 1978
- Melanotaenia grunwaldi G. R. Allen, Unmack & Hadiaty, 2016[5]
- Melanotaenia herbertaxelrodi G. R. Allen, 1980
- Melanotaenia irianjaya G. R. Allen, 1985
- Melanotaenia iris G. R. Allen, 1987
- Melanotaenia jakora J. A. Graf, H. L. Ohee, Herder & Haryono 2023[10]
- Melanotaenia japenensis G. R. Allen & N. J. Cross, 1980
- Melanotaenia kamaka G. R. Allen & Renyaan, 1996
- Melanotaenia klasioensis Kadarusman, Hadiaty & Pouyaud, 2015[11]
- Melanotaenia kokasensis G. R. Allen, Unmack & Hadiaty, 2008
- Melanotaenia kolaensis G. R. Allen, Hadiaty, Unmack & Erdmann, 2015[3]
- Melanotaenia lacunosa G. R. Allen, Unmack & Hadiaty, 2016[5]
- Melanotaenia lacustris Munro, 1964
- Melanotaenia lakamora G. R. Allen & Renyaan, 1996
- Melanotaenia laticlavia G. R. Allen, Unmack & Hadiaty, 2014[6]
- Melanotaenia longispina Kadarusman, Avarre & Pouyaud, 2015[11]
- Melanotaenia maccullochi J. D. Ogilby, 1915
- Melanotaenia mairasi G. R. Allen & Hadiaty, 2011
- Melanotaenia mamahensis G. R. Allen, Unmack & Hadiaty, 2016[5]
- Melanotaenia manibuii Kadarusman, Slembrouck & Pouyaud, 2015[11]
- Melanotaenia maylandi G. R. Allen, 1982
- Melanotaenia misoolensis G. R. Allen, 1982
- Melanotaenia monticola G. R. Allen, 1980
- Melanotaenia mubiensis G. R. Allen, 1996
- Melanotaenia multiradiata G. R. Allen, Unmack & Hadiaty, 2014[6]
- Melanotaenia naramasae Kadarusman, Nugraha & Pouyaud, 2015[11]
- Melanotaenia nigrans (J. Richardson, 1843)
- Melanotaenia ogilbyi M. C. W. Weber, 1910
- Melanotaenia oktediensis G. R. Allen & N. J. Cross, 1980
- Melanotaenia papuae G. R. Allen, 1981
- Melanotaenia parkinsoni G. R. Allen, 1980
- Melanotaenia parva G. R. Allen, 1990
- Melanotaenia patoti M. C. W. Weber, 1907[3]
- Melanotaenia picta G. R. Allen, Hadiaty, Unmack & Erdmann, 2015[3]
- Melanotaenia pierucciae G. R. Allen & Renyaan, 1996
- Melanotaenia pimaensis G. R. Allen, 1980
- Melanotaenia praecox (M. C. W. Weber & de Beaufort, 1922)
- Melanotaenia pygmaea G. R. Allen, 1978
- Melanotaenia rubripinnis G. R. Allen & Renyaan, 1998
- Melanotaenia rubrivittata G. R. Allen, Unmack & Hadiaty, 2015[12]
- Melanotaenia rubrostriata (E. P. Ramsay & J. D. Ogilby, 1886)
- Melanotaenia rumberponensis Kadarusman, Ogistira & Pouyaud, 2015[11]
- Melanotaenia sahulensis Hammer, Allen, Martin, Adams & Unmack, 2019l[13]
- Melanotaenia salawati Kadarusman, Sudarto, Slembrouck & Pouyaud, 2011
- Melanotaenia sembrae Kadarusman, O. Carman & Pouyaud, 2015[11]
- Melanotaenia senckenbergianus M. C. W. Weber, 1911[3]
- Melanotaenia sexlineata (Munro, 1964) (Fly River
- Melanotaenia sikuensis Kadarusman, Sudarto & Pouyaud, 2015[11]
- Melanotaenia sneideri G. R. Allen & Hadiaty, 2013[14]
- Melanotaenia solata W. R. Taylor, 1964
- Melanotaenia splendida (W. K. H. Peters, 1866)
  - M. s. inornata (Castelnau, 1875)
  - M. s. splendida (W. K. H. Peters, 1866)
  - M. s. tatei (Zietz, 1896)
- Melanotaenia susii Kadarusman, Hubert & Pouyaud, 2015[11]
- Melanotaenia sylvatica G. R. Allen, 1997
- Melanotaenia synergos G. R. Allen & Unmack, 2008[15]
- Melanotaenia trifasciata (Rendahl, 1922)
- Melanotaenia urisa Kadarusman, Setia Wibawa & Pouyaud, 2012[4]
- Melanotaenia utcheensis McGuigen, 2001
- Melanotaenia vanheurni (M. C. W. Weber & de Beaufort, 1922)
- Melanotaenia veoliae Kadarusman, D. Caruso & Pouyaud, 2012[4]
- Melanotaenia wanoma Kadarusman, Ségura & Pouyaud, 2012[4]
- Melanotaenia wisloni Hammer, Allen, Martin, Adams & Unmack, 2019[13]
- Melanotaenia wokamensis G. R. Allen, Hadiaty, Unmack & Erdmann, 2015[3]